# Marcusenius annamariae
Marcusenius annamariae es una especie de pez elefante eléctrico en la familia Mormyridae endémico de Etiopía y puede alcanzar un tamaño aproximado de 255 mm. Dentro de sus características principales se encuentran su gran cerebelo —o mormyrocerebellum—, con un cerebro de tamaño proporcional al cuerpo comparable al de los humanos, relacionándose probablemente con la interpretación de señales bio-eléctricas.
Se alimentan de pequeños invertebrados y algunos crustáceos que se encuentran en las zonas pantanosas y arenosas de las riberas de los ríos, mientras que son peces sociables, cuya forma de reproducción es poco conocida.